# Schlacht bei Vella Lavella
Südliche Salomonen

1942

Tulagi –
Guadalcanal

1943

Operation I –
Operation Vengeance –
Operation SO und SE
Zentral-Salomonen

1943

New Georgia –
Kula-Golf –
Kolombangara –
Vella-Golf –
Dogeared –
Vella Lavella –
Operation SE
Nördliche Salomonen

1943–1945

Treasury-Inseln –
Choiseul –
Kaiserin-Augusta-Bucht –
Bougainville –
Green Islands
Die Seeschlacht bei Vella Lavella war eine Schlacht zwischen den Vereinigten Staaten von Amerika und Japan während des Pazifikkrieges. Sie fand in der Nacht vom 6. auf den 7. Oktober 1943 in der Nähe von Vella Lavella in den Salomonen statt.

## Vorgeschichte
Nach der verlorenen Schlacht im Vella-Golf evakuierten die Japaner ihre Truppen. In Horaniu, an der nördlichsten Stelle von Vella Lavella, hatten sie eine Verladestelle für ihre Barkassen eingerichtet. Im Oktober 1943 waren noch sechshundert Soldaten zu evakuieren. Eine Flottille, bestehend aus den neun Zerstörern Fumizuki, Matsukaze, Yūnagi, Akigumo, Isokaze, Kazegumo, Yūgumo, Shigure, Samidare, einigen Barkassen und Versorgungsschiffen wurde dazu eingeteilt, diese Truppen abzuholen.

## Die Schlacht

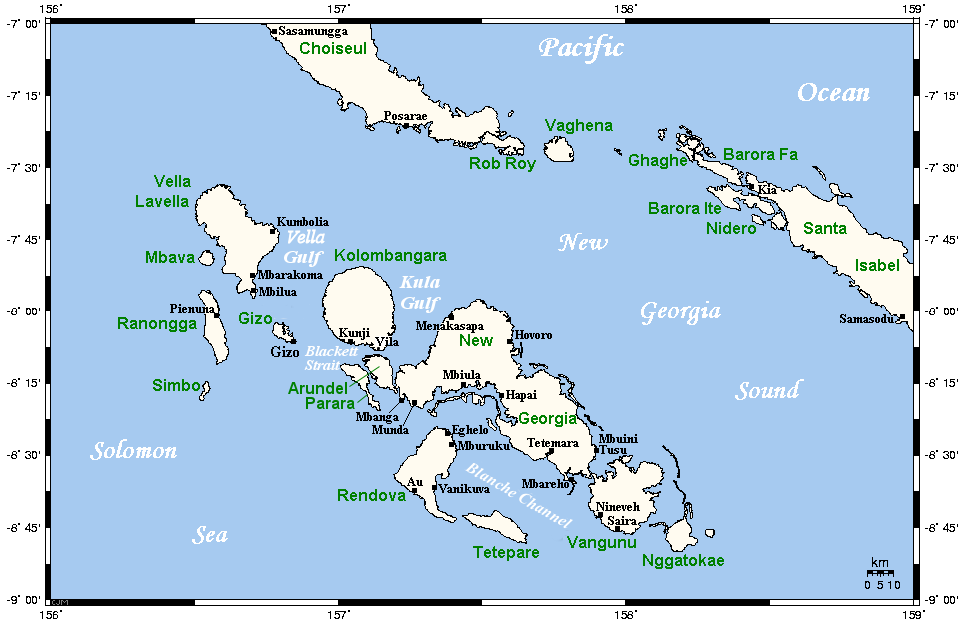

Um 22:30 Uhr entdeckte ein amerikanischer Verband, bestehend aus den drei Zerstörern Selfridge, Chevalier, O'Bannon unter dem Kommando von Kapitän Frank R. Walker die japanischen Schiffe. Er wartete nicht auf den zweiten Verband, bestehend aus den Zerstörern Ralph Talbot, Taylor, La Vallette, sondern ging sofort zum Angriff über. Beide Seiten schossen Torpedos ab und eröffneten das Artilleriefeuer um 23:00 Uhr.
Die Yūgumo, das erste Schiff in der japanischen Linie, wurde am Ruder getroffen, was sie manövrierunfähig machte. Einer ihrer Torpedos traf jedoch die Chevalier, was deren vordere Munitionskammer zur Explosion brachte. Die O'Bannon kollidierte aufgrund der durch die Rauchentwicklung der Geschütze eingeschränkten Sicht mit der beschädigten Chevalier und die beiden Schiffe waren eine Zeitlang ineinander verhakt.
Ein weiterer Torpedo traf die Selfridge und riss ihr den Bug zwischen dem ersten und dem zweiten Geschützturm ab. Da die restlichen amerikanischen Zerstörer noch 15 Minuten brauchten, um einzutreffen, hatten die Japaner genug Zeit, zu entkommen.

## Ergebnis
Von den drei beschädigten Zerstörern konnte die Chevalier nicht gehalten werden und wurde um 3:00 Uhr von der La Vallette versenkt. Die japanische Marine, deren Zerstörer Yūgumo von einem weiteren Torpedo getroffen wurde und sank, konnte ihre Evakuierungsmission erfolgreich fortsetzen.
Dies war der letzte Sieg der Japaner in einer Seeschlacht in diesem Krieg.